# Mount Elizabeth, Victoria
Mount Elizabeth är ett berg i Australien. Det ligger i regionen East Gippsland och delstaten Victoria, omkring 260 kilometer öster om delstatshuvudstaden Melbourne. Toppen på Mount Elizabeth är 941 meter över havet, eller 90 meter över den omgivande terrängen. Bredden vid basen är 1,0 km.
Trakten runt Mount Elizabeth är nära nog obefolkad, med mindre än två invånare per kvadratkilometer..
I omgivningarna runt Mount Elizabeth växer i huvudsak städsegrön lövskog. Genomsnittlig årsnederbörd är 960 millimeter. Den regnigaste månaden är juni, med i genomsnitt 163 mm nederbörd, och den torraste är juli, med 33 mm nederbörd.